# 吳汝納
吴汝纳（?—?），唐朝澧州（今湖南省澧县）人。
他叔叔吴武陵进士登第，有历史方面的学问，与刘轲都以史才入直史馆。吴武陵撰写《十三代史驳议》二十卷。由尚书员外郎出为忠州刺史，改韶州刺史。因贪赃贬为潘州司户。
吴汝纳也是进士擢第，以吴武陵贪赃罪，久不升职。会昌年间，为河南府永宁县尉。吴武陵获罪时，李吉甫任宰相，吴汝纳怨恨他，于是依附李宗闵、杨嗣复之党。吴汝纳之弟吴湘为江都县尉，为部人告他受贿，兼娶百姓颜悦女为妻，有违格律。李绅派观察判官魏铏审理，赃罪明白，伏法处决。吴湘妻颜氏，颜氏继母焦氏，都笞打后释放。令江都令张弘思用船监送颜氏及其兒女回澧州。当时议论以李吉甫的儿子李德裕平时就讨厌吴氏，怀疑李绅罗织成罪。谏官弹劾，唐武宗派御史崔元藻为制使，重新调查吴湘案件。崔元藻上言吴湘盗用程粮钱是实情，他恃官娶百姓颜悦女为妻，则称颜悦是前青州衙推。颜悦先娶王氏，是衣冠士族之女，不是继室焦氏所生，与扬州案小有不同。李德裕以崔元藻首鼠两端，奏贬为崖州司户参军。
唐宣宗即位，李德裕去位，李绅已去世。崔铉等久不得志，指使吴汝纳上表申诉。大中元年（847年）九月二十三日，吴汝纳称吴湘犯罪不至于处死，而“李绅与李德裕内外相通，互为表里，欺瞒迷惑武宗皇帝，冤杀我弟吴湘，乞求皇帝陛下召江州司户崔元藻等人来对质辨诬。”又说吴湘之死，李绅令他不得归葬。李绅以宰相出镇一方，放纵威权。凡是有罪处决，都要等待到秋分；吴湘无辜，盛夏被杀。九月二十五日，唐宣宗颁下敕书给御史台，令调查出真实情况向上汇报。崔元藻恨李德裕贬斥自己，又被崔铉、白敏中、令狐綯所利诱，于是说吴湘虽坐赃，罪不至死。又说，颜悦实非百姓，这件案件是郑亚首倡，元寿协助李恪锻成，李回便奏。于是下三司详审。十二月十九日，御史台上奏唐宣宗，据崔元藻所列举的吴湘冤枉情况，和吴汝纳申诉的差不多。十二月二十七日，唐宣宗下令贬太子太保、分司东都李德裕为潮州司马，李回、郑亚等都被流放。吴汝纳、崔元藻被崔铉、白敏中、令狐綯重用，吴汝纳为左拾遗，崔元藻为武功令。